# Broncho Billy, a Friend in Need
Broncho Billy, a Friend in Need è un cortometraggio muto del 1914 diretto da Gilbert M. 'Broncho Billy' Anderson. Il regista è anche interprete del film, un western dove recita a fianco di Carl Stockdale, Marguerite Clayton e Victor Potel.

## Produzione
Il film fu prodotto dalla Essanay Film Manufacturing Company. Venne girato a Niles. Gilbert M. 'Broncho Billy' Anderson, fondatore della casa di produzione Essanay (che aveva la sua sede a Chicago), aveva individuato nella cittadina californiana di Niles il luogo ideale per trasferirvi una sede distaccata della casa madre. Niles diventò, così, il set dei numerosi western prodotti da Anderson.

## Distribuzione
Distribuito dalla General Film Company, il film - un cortometraggio in una bobina - uscì nelle sale cinematografiche USA il 12 settembre 1914. La George Kleine System ne curò una riedizione distribuita il 5 aprile 1914.